# Internacia Junulara Festivalo

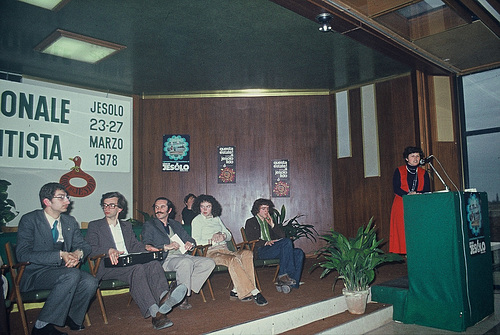
IJF (1978)

Het Internationaal Jongeren Festival of Internacia Junulara Festivalo (meestal afgekort tot IJF) is een traditionele Esperanto-bijeenkomst, elk jaar rond Pasen in een andere Italiaanse stad georganiseerd door de Italiaanse Esperanto Jongeren. Behalve lezingen en discussierondes over het omkaderend thema, worden er algemene lezingen, uitstappen, concerten en andere diverse programmapunten aangeboden. Wie zijn Esperanto-kennis wil bijschaven, kan cursussen voor beginners of gevorderden volgen.

## Het IJF door de jaren heen
| Nr. | Jaar | Stad                               | Deelnemers                                                           |
| --- | ---- | ---------------------------------- | -------------------------------------------------------------------- |
| 44  | 2020 | Turijn                             | 31                                                                   |
| 43  | 2019 | Rimini                             | 70                                                                   |
| 42  | 2018 | Marina di Ascea (Salerno)          | ?                                                                    |
| 40  | 2017 | Castione della Presolana (Bergamo) | 98                                                                   |
| 40  | 2016 | Pesaro                             | 81                                                                   |
| 39  | 2015 | Brusson                            | 85                                                                   |
| 38  | 2014 | Castel Sardo                       | 140                                                                  |
| 37  | 2013 | Ostuni                             | 61                                                                   |
| 36  | 2012 | Cervia                             | 111                                                                  |
| 35  | 2011 | Col di Nava                        | 75                                                                   |
| 34  | 2010 | Roncegno                           | 69                                                                   |
| 33  | 2009 | Giulianova                         | 92 geregistreerd, maar niet doorgegaan als gevolg van een aardbeving |
| 32  | 2008 | Senigallia                         |                                                                      |
| 31  | 2007 | Lignano Sabbiadoro                 | 124                                                                  |
| 30  | 2006 | Torricella                         | 51                                                                   |
| 29  | 2005 | Jesolo                             | 94                                                                   |
| 28  | 2004 | Abetone                            | 68                                                                   |
| 27  | 2003 | Savona                             | 124                                                                  |
| 26  | 2002 | Fenestrelle                        | 155                                                                  |
| 25  | 2001 | Bolsena                            | 165                                                                  |
| 24  | 2000 | Cavallino                          | 325                                                                  |
| 23  | 1999 | Bellaria                           | 150                                                                  |
| 22  | 1998 | Lignano Sabbiadoro                 | 205                                                                  |
| 21  | 1997 | Col di Nava                        | 90                                                                   |
| 20  | 1996 | Sant'Orsola Terme                  | 170                                                                  |
| 19  | 1995 | Marina di Massa                    | 201                                                                  |
| 18  | 1994 | Fenestrelle                        | 180                                                                  |
| 17  | 1993 | Vasto                              | 148                                                                  |
| 16  | 1992 | La Salle - frazione Pont           | 144                                                                  |
| 15  | 1991 | Pinarella di Cervia                | 126                                                                  |
| 14  | 1990 | Breguzzo                           | 130                                                                  |
| 13  | 1989 | Savona                             | 100                                                                  |
| 12  | 1988 | Castiglione dei Pepoli             | 103                                                                  |
| 11  | 1987 | Veneria Reale                      | 167                                                                  |
| 10  | 1986 | Castelfranco Veneto                | 166                                                                  |
| 9   | 1985 | Venaria Reale                      | 153                                                                  |
| 8   | 1984 | San Giuliano Mare                  | 100                                                                  |
| 7   | 1983 | Domasco                            | 100                                                                  |
| 6   | 1982 | Triëst                             | 100                                                                  |
| 5   | 1981 | Porretta Terme                     | 120                                                                  |
| 4   | 1980 | Gorizia                            | 110                                                                  |
| 3   | 1979 | Marina di Massa                    | 73                                                                   |
| 2   | 1978 | Jesolo Lido                        | 76                                                                   |
| 1   | 1977 | Levico Terme                       | 51                                                                   |